# Greg Vaughn
Gregory Lamont Vaughn (nascido em 3 de julho de 1965) é um ex-jogador profissional de beisebol que atuava como campista esquerdo na Major League Baseball e que jogou pelo Milwaukee Brewers (1989–96), San Diego Padres (1996–98), Cincinnati Reds (1999), Tampa Bay Devil Rays (2000–02) e Colorado Rockies (2003). Nasceu em Sacramento, Califórnia, onde estudou no Kennedy High School. Então jogou beisebol pela Universidade de Miami. Ele é sobrinho do ex-jogador da Major Leaguer Mo Vaughn.